# كلير إيكلس
كلير إيكلس هي لاعب كرة قاعدة كندية، ولدت في 25 أكتوبر 1997.